# 아다마 트라오레 사망사건
아다마 트라오레 사망 사건은 프랑스의 20대 흑인 청년이 2016년 7월 파리 경찰에 체포돼 연행돼던 도중 갑작스럽게 숨진 사건이다. 트라오레의 의문스러운 죽음은 경찰 폭력에 대한 논란을 일으켰고, 파리 곳곳에서 진상규명을 요구하는 시위가 열렸다.

## 사건경과
2016년 7월 19일 오후 5시경, 파리 근교 보몽쉬르우아즈에서 길거리를 순찰 중이던 경관들은 지나가던 24살 말리계 흑인 청년 아다마 트라오레와 그의 친형 바구이에게 다가가 신분증 제시를 요구하였다. 당시에 신분증을 소지하지 않고 있던 아다마는 검문 현장에서 도주하기 시작했고 경찰관들은 그를 추격하여 근처 주택가에서 체포하였다. 검거된 아다마는 차에 실려 경찰서로 연행 도중 의식을 잃고 사망하였다. 구급차가 도착했을 때 그의 손에는 수갑이 채워진 상태였던 것으로 전해졌다. 또한, 아다마의 체포에 가담한 3명의 경관 중 한 명은 체중을 실어 청년을 올라타 제압했다는 목격자의 진술이 나왔다.

## 공식수사
파리 경찰은 부검 조사를 하였지만 아다마의 사망 경위는 전문가들의 견해차로 인해 불확실한 결과로 판정되었다. 이 중 한 의견은 아다마의 사인이 외상으로 인한 타살이 아닌 기존 상태나 음독으로 인한 자연사일 가능성을 제시했으나 약물 분석 결과 그의 사망 당시 몸에는 불법 마약성분의 대마초 혹은 알코올 성분이 없었다는 음성 판정이 나왔다. 당국의 재부검 조사 후, 아다마의 공식적 사인은 심근경색으로 인한 심장 괴사로 최종 발표됐고, 이에 따라 사건에 연루된 경관들은 무혐의 판결로 불기소처분을 받았다. 한편, 독립적 외부 검사의 결과보고서는 이와 달리 외상성 질식사라고 판정하였다.
2020년 5월 29일, 프랑스의 연방 법원 또한 아다마의 사망은 체포에 가담한 경관들의 책임은 없다는 결론을 내렸다. 2024년 5월 16일, 항소 법원은 그를 체포한 헌병에 대한 사건 기각을 확인한다.

## 반응
타살 가능성을 배제한 결과 발표 후, 운동단체들과 현지 언론에서는 아다마가 경관들의 과격한 체포와 폭력으로 인해 죽었다는 입장을 고수하였고, 1차 부검 보고서가 경찰과 부검소의 합작이라는 음모설 또한 떠올랐다. 이해 7월과 8월 사이, 파리, 리옹과 툴루즈 등 프랑스의 곳곳에서 "아다마를 위한 정의" (Justice for Adama)를 구호로 삼은 대규모 반 경찰폭력 시위들이 열렸다.

## 같이 보기
- 조지 플로이드 사망 사건
- 트레이번 마틴 피살 사건
- 마이클 브라운 총격 사건
- 압디라만 압디 사망사건
- 레키아 보이드 피살사건
- 에릭 가너 피살 사건
- 퍼거슨 불온사태
- Black Lives Matter